# Strings of My Heart
Strings of My Heart är en låt framförd av Vanna. Den är skriven av Tonči Huljić och Vjekoslava Huljić.
Låten var Kroatiens bidrag i Eurovision Song Contest 2001 i Köpenhamn i Danmark. I finalen den 12 maj slutade den på tionde plats med 42 poäng.